# استراواگانثا
استراواگانثا (اسپانیایی: Stravaganzza) یک گروه موسیقی اسپانیایی است که توسط دانی پرز، لئو خیمنز، پپ هرّرو و ادو فرناندز در اوایل سال ۲۰۰۴ تشکیل شد.
در همان اولین سال شکل‌گیری خود، اولین آلبومش را با نام اولین حرکت منتشر کرد. در این آلبوم ترانه‌هایی چون خداوند و گوسفند سیاه سبکِ کاری گروه را مشخص کرد، که مخلوطی از هوی گوتیک متال، ریباست و اتمسفریک بود.
در سال ۲۰۰۵ آنها این مسیر را با انتشار آلبوم احساس ادامه دادند که حاوی ترانه‌هایی در مورد احساسات انسان‌ها بود.

## اعضا

### اعضا اولیهٔ گروه (۲۰۰۴–۲۰۰۶)
- (Leo "La Bestia" Jiménez (Voz
- (Pepe Herrero (Guitarra
- (Dani Pérez (Batería
- (Edu Fernández (Bajo

### اعضا کنونی گروه (۲۰۰۶ - تا کنون)
- (Leo "La Bestia" Jiménez (Voz
- (Pepe Herrero (Guitarra
- (Carlos Expósito (Batería
- (Patricio Babasasa (Bajo
- (Rodrigo Calderon (Violin
- (Fernando Martin (Teclado

## آلبوم‌ها
- Primer Acto - ۲۰۰۴
- Sentimientos - ۲۰۰۵

### تک‌ترانه‌ها
- Hijo del Miedo - ۲۰۰۶